# Santa Maria la Carità
Santa Maria la Carità – miejscowość i gmina we Włoszech, w regionie Kampania, w prowincji Neapol.
Według danych na rok 2004 gminę zamieszkuje 10 860 osób, 3620 os./km².